# Кох, Людвиг (художник)

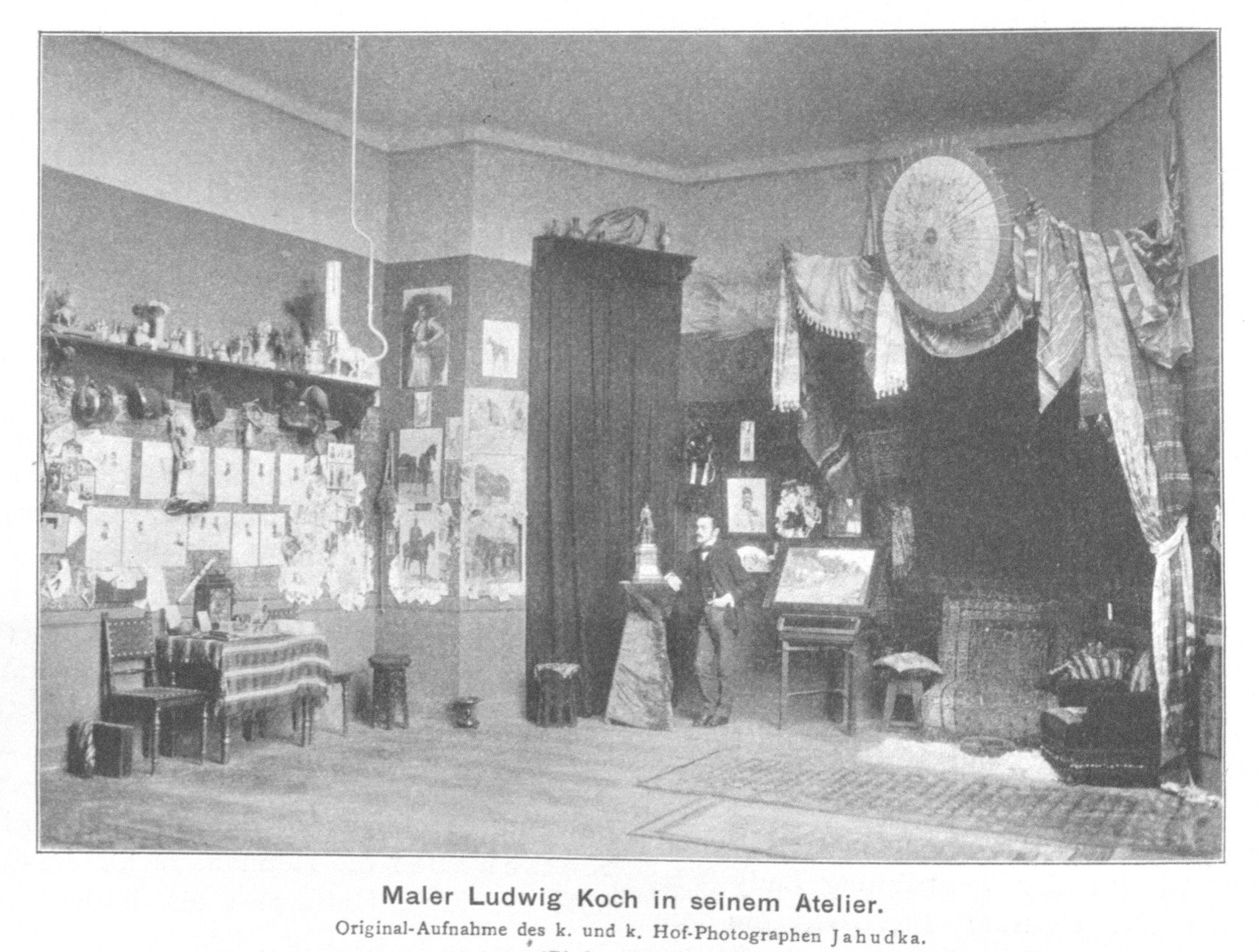
Людвиг Кох в своей мастерской, 1903

Людвиг Кох (нем. Ludwig Koch, * 13 октября 1866 г. Вена; † 26 ноября 1934 г. Вена) — австрийский живописец, скульптор и иллюстратор литературы.

## Жизнь и творчество
Людвиг Кох известен прежде всего как художник, отразивший в своём творчестве различные аспекты конной выездки, а также как мастер жанровой живописи. Кох проводил много времени при венской Придворной Испанской школе конной езды, посещал там лекции и сумел отобразить в своих произведениях конное искусство. Кроме этого, мастер писал картины также на военно-историческую тематику. В период с 1883 по 1891 года он изучает живопись в венской Академии изящных искусств, в классах художников Зигмунда Л’Аллеманя и Августа Эйзенменгера. Развивая успешно тему военной истории Австрийской империи, Л.Кох в 1889 году за полотно «Генерал Паппенхейм» удостаивается специальной премии. В 1891 году он выставляет на венской ежегодной художественной выставке картину «Огненное крещение драгунского полка Виндиш-Гратца в битве при Колине». До 1914 года Л.Кох создаёт серию зарисовок, посвящённых различным родам войск и униформе австро-венгерской армии, вышедшую затем в виде почтовых открыток. С началом Первой мировой войны и открытием на юге Австро-Венгрии фронта против вступившей в войну против Австрии Италии, Л.Кох, по просьбе командования находившихся там австро-венгерских войсками переводится в действующую армию военным художником (20 июля 1915 года). В октябре 1916 года, однако, в связи с болезнью почек, Кох уходит с военной службы. В то же время он продолжает сотрудничать с военным министерством, предоставляя для его целей свои художественные работы, посвящённые военным действиям. Даже после поражения Австро-Венгрии в Первой мировой войне и распада государства, Л.Кох продолжал писать картины на тему прошедшей войны. Кроме военной тематики, художник занимался также жанровой живописью, писал картины о жизни австрийской столицы и придворного быта, а также пейзажи.
Одним из наиболее известным (в особенности среди ценителей лошадей и конной выездки) является его иллюстрированный сборник «Конное искусство в картинах» («Die Reitkunst im Bilde»). Мастер также был членом художественного союза «Клуб семи» (Siebener Club), куда вхож
дили преимущественно венские архитекторы.

## Галерея

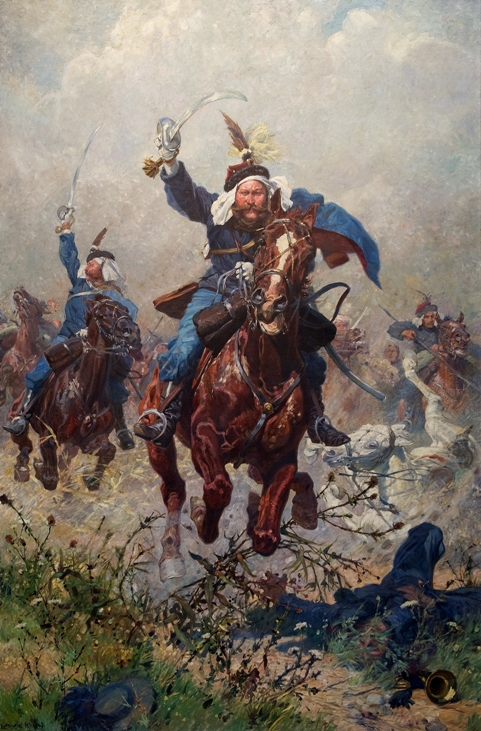
Родаковски в битве при Кувстоце, (1908, масло)
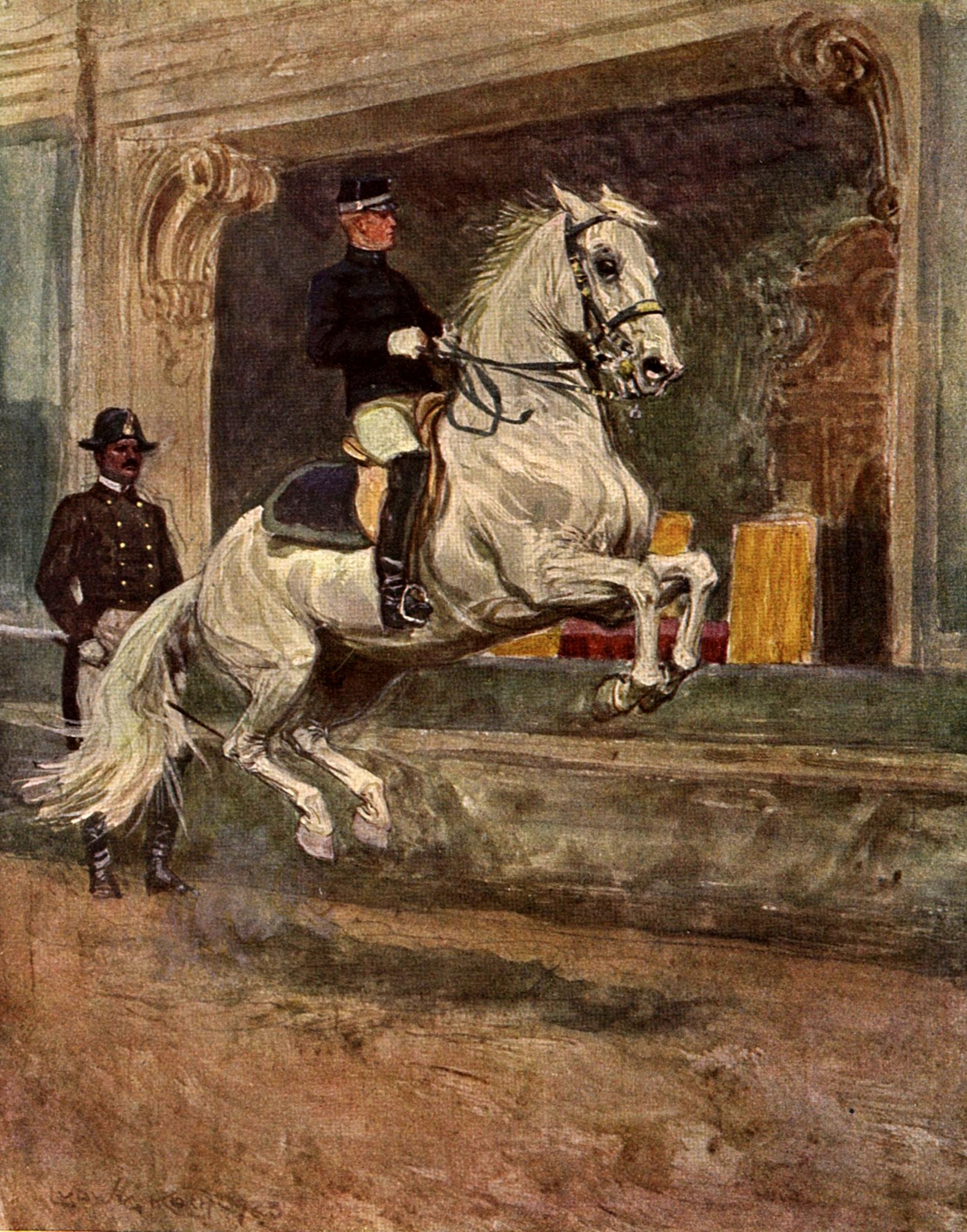
Крупаде, из «Конное искусство в картинах»
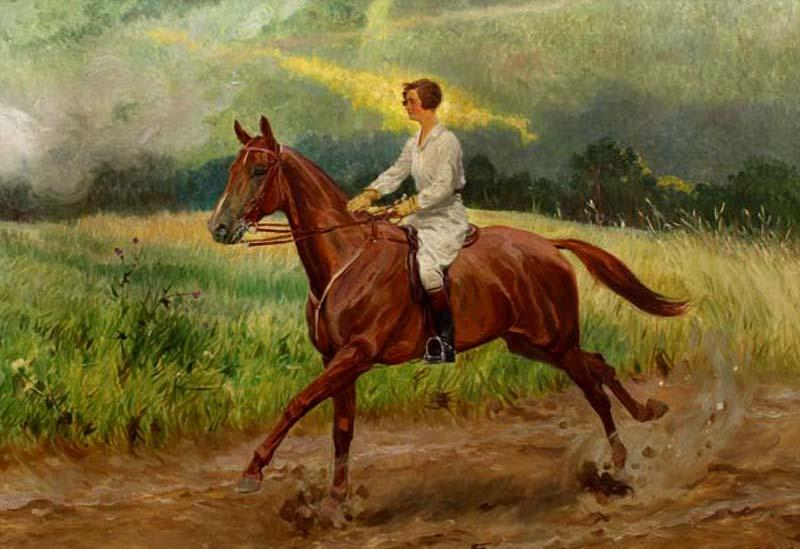
Дама верхом, (1929)
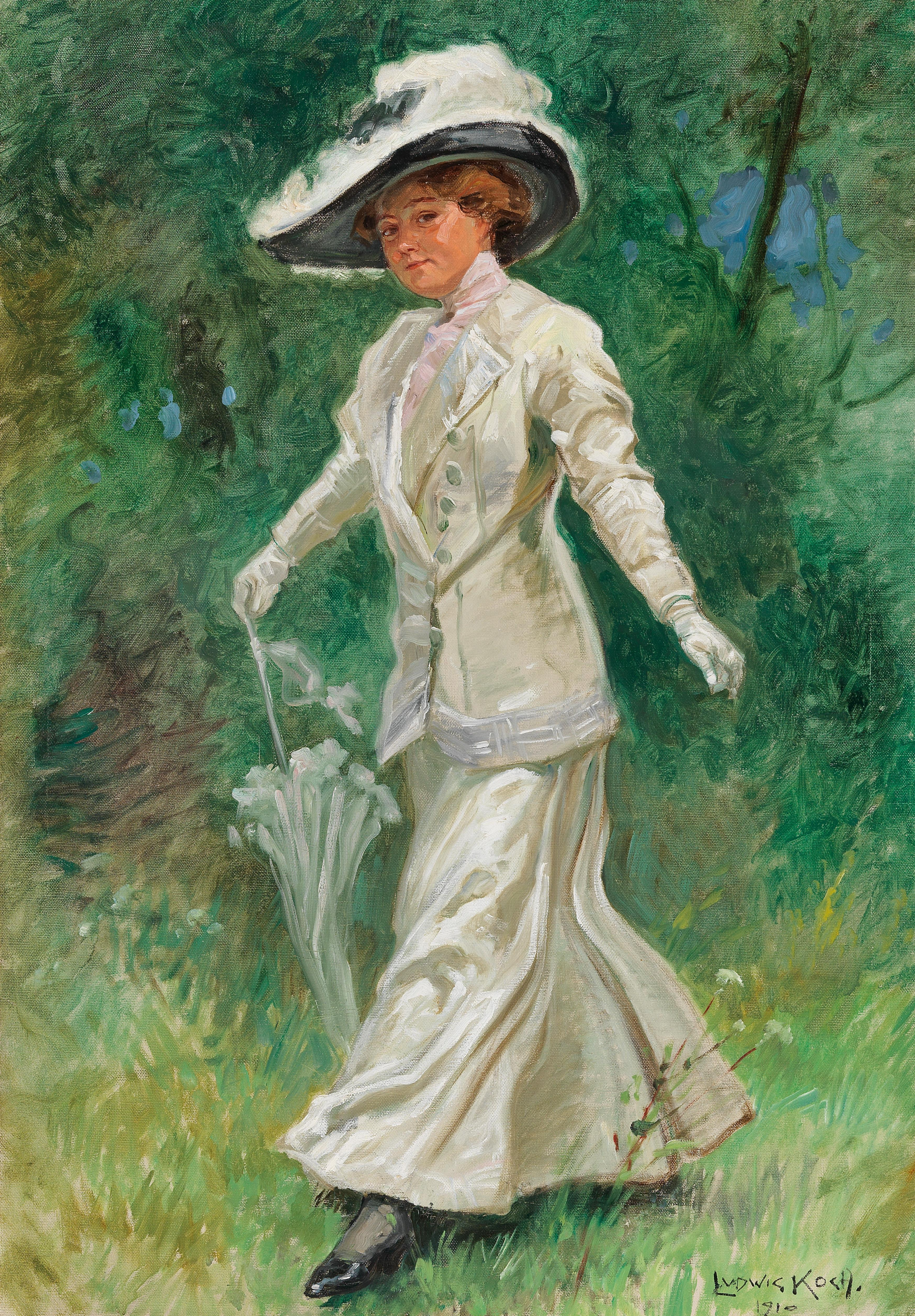
По пути к венскому Параду цветов в Пратере, (1910)
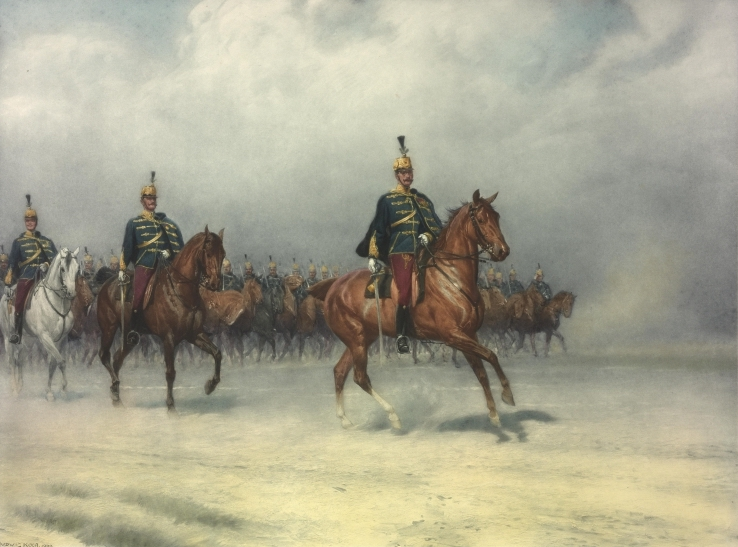
Кавалеристы, (1900)
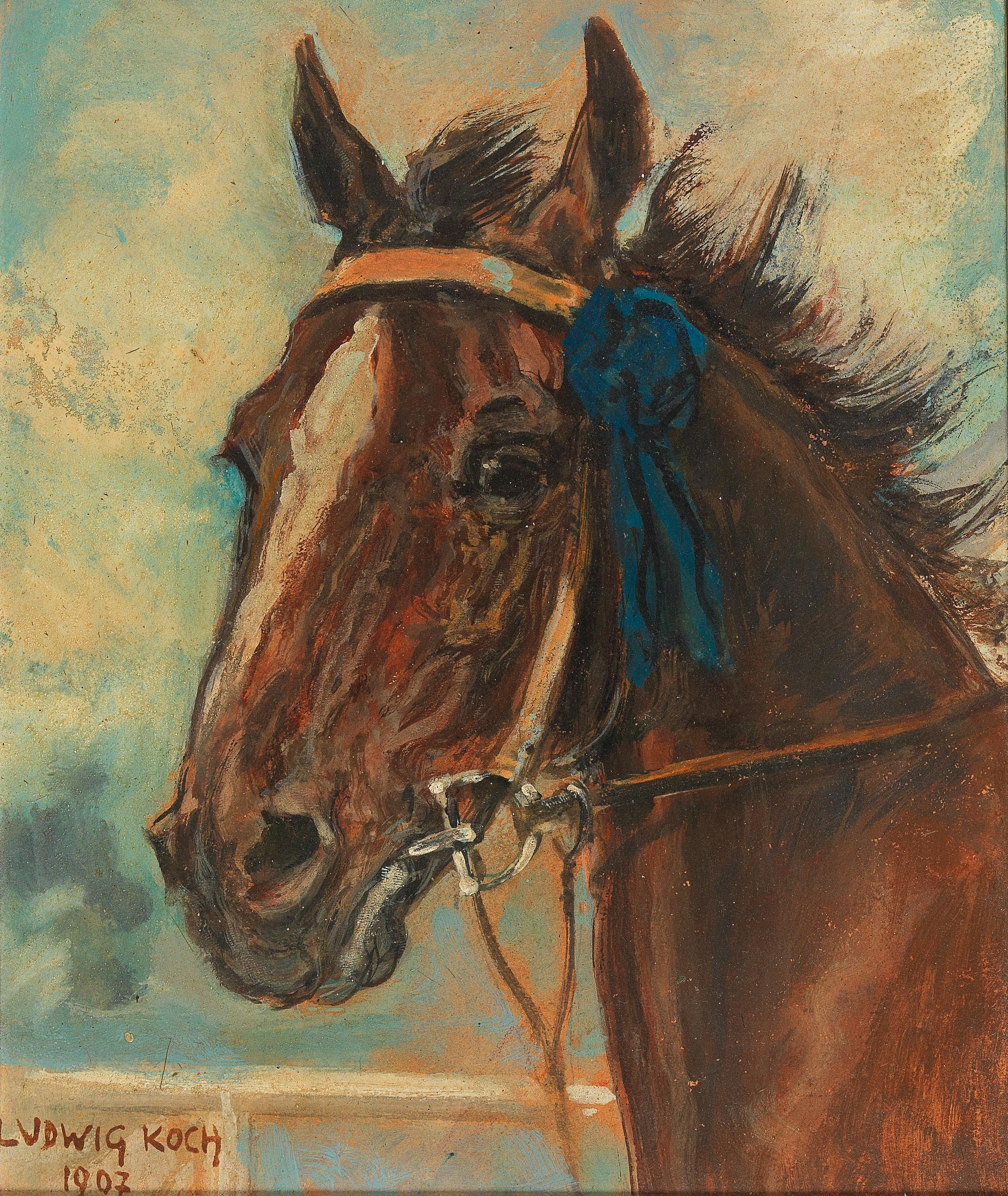
Скакун-победитель, (1907).